# Langeskov Kommune
Langeskov Kommune i Fyns Amt blev dannet ved kommunalreformen i 1970. Ved strukturreformen i 2007 blev den indlemmet i Kerteminde Kommune sammen med Munkebo Kommune.

## Tidligere kommuner
Langeskov Kommune blev dannet inden kommunalreformen ved frivillig sammenlægning af 2 sognekommuner:
| Kommune          | Folketal september 1965 | Byer                                  |
| ---------------- | ----------------------- | ------------------------------------- |
| Marslev-Birkende | 2.440                   | Marslev, Birkende og del af Langeskov |
| Rønninge         | 1.750                   | Rønninge og del af Langeskov          |
| I alt            | 4.190                   |                                       |

## Sogne
Langeskov Kommune bestod af følgende sogne:
- Birkende Sogn (Bjerge Herred)
- Marslev Sogn (Bjerge Herred)
- Rønninge Sogn (Åsum Herred)

## Borgmestre[2]
| Navn                 | Parti                       | Periode   |
| -------------------- | --------------------------- | --------- |
| Carl Erik Jepsen     | Socialdemokratiet           | 1970-1986 |
| Ejvind Høyer Nielsen | Det Konservative Folkeparti | 1986-2006 |

## Rådhus
Langeskov Kommunes rådhus på Grønvej 11 har været brugt af Kerteminde Kommune, men er sat til salg sammen med Munkebo rådhus. Medarbejderne skal flyttes til den gamle Troelskærskole i Munkebo.